# فلويد ديكسون
فلويد ديكسون (بالإنجليزية: Floyd Dixon)‏ هو لاعب كرة قدم أمريكية أمريكي، ولد في 9 أبريل 1964 في بومونت في الولايات المتحدة.

## وصلات خارجية
- فلويد ديكسون على موقع مرجع كرة القدم المحترفة.كوم (الإنجليزية)